# Морозов, Михаил Васильевич
Михаил Васильевич Морозов (1913—1999) — советский хозяйственный, государственный и политический деятель, Герой Социалистического Труда.

## Биография
Родился в 1913 году в деревне Коренец Хатовижской волости Климовичского уезда Могилёвской губернии. Член КПСС.
С 1930 года — на хозяйственной, общественной и политической работе. В 1930—1974 гг. — ученик слесаря, главный инженер на шахте № 2/9 треста «Краснодонуголь», начальник горнодобывающего участка на одной из шахт треста «Краснодонуголь» Наркомата угольной промышленности СССР, участник Великой Отечественной войны, командир огневого взвода 967-го артиллерийского полка 393-й стрелковой дивизии, работник на шахтах комбината «Карагандауголь», начальник шахты № 6—6-бис в тресте «Кадиевуголь», начальник шахты № 5-бис, начальник шахты «Анненская», главный инженер треста «Кадиевуголь», управляющий трестом «Антрацит» комбината «Донбассантрацит» Министерства угольной промышленности Украинской ССР, управляющий трестом «Ворошиловградуглеремонт».
Умер в Антраците в 1999 году.

## Награды
Указом Президиума Верховного Совета СССР от 29 июня 1966 года присвоено звание Героя Социалистического Труда с вручением ордена Ленина и золотой медали «Серп и Молот».

## Память
Памятный знак М. В. Морозову на Аллее Славы в парке Победы в городе Кричеве Могилёвской области.